# Mahalalel
Mahalalel (en hébreu מהללאל) est un personnage du livre de la Genèse (Gn. 5:12-17), classé parmi les patriarches. Il est nommé Mahalaléel dans les traductions plus récentes. Selon le livre, il aurait vécu 895 ans.
Fils de Kénan et de Mualeleth, il n'est connu que par sa participation aux générations des prophètes. Il est le père de Yéred. 
Mahalalel est un ancêtre de Noé, et donc de toute l'humanité.
Il est cité dans le nouveau testament (Luc 3:37) comme faisant partie de la généalogie de Jésus.
Mahalalel est considéré comme l'un des fondateurs du genre humain.
Un homonyme, descendant de turc, apparaît dans le livre de Néhémie (11:4).